# 中国社会史论战
1930年代，中国知识界发生了关于当时中国社会性质的论战、中国社会史的论战和中国农村社会性质的论战，《中国大百科全书》将前两者合称为中国社会性质和社会史问题论战，或总称中国社会史论战、中国社会史大论战、社会史论战。
论战参与者有陶希圣、郭沫若、熊得山、吕振羽、周谷城、梅思平、李季、杜畏之等。郭沫若肯定中国历史上存在过奴隶社会阶段，并和吕振羽等认为秦汉至清是封建社会；而另一种观点则借鉴拉狄克、波格丹诺夫的看法，认为中国自秦汉至清处于前资本主义社会。

## 背景
社会史论战的基本理论工具是唯物史观、马克思主义。唯物史观、马克思主义的流行是论战的背景。:32
中国革命受共产国际指导。共产国际领导人中，斯大林、布哈林等认为，中国的封建势力仍占据优势，应当进行民主革命，反对封建主义和帝国主义。托洛茨基、拉狄克等则认为，中国已是资本主义主导，革命目标应包括推翻资本主义，实现社会主义。
1927年，第一次国共合作破裂。1928年7月9日，中国共产党第六次全国代表大会通过决议，认为当时中国社会的性质是半殖民地半封建社会，中国革命的性质是资产阶级民主革命，根本任务是反帝反封建。此决议一出，立即引来中国共产党党内的托陈取消派的反对。:45

## 派别
新思潮派：王学文、潘东周、刘梦云（张闻天）、李一氓、吴黎平（吴亮平）、杜鲁人（何干之），主要在《新思潮》杂志发表文章。
动力派：严灵峰、任曙，主要在《动力》上发表文章。
新生命派：陶希圣、周佛海，梅思平，多在《新生命》上发表文章。
或分别称为中共干部派、托洛茨基派（托派）、国民党改组派。:138此外，还有自称无派别的个人，如胡秋原、王礼锡、孙倬章、王亚南等。

## 历史
1928年10月，陶希圣发表《中国社会到底是什么社会》，约可作为中国社会性质论战的起点。文章中陶希圣否定中国社会是宗法社会、封建社会或资本主义社会，认为中国是宗法封建社会。:471929年，陶希圣出版《中国社会之史的分析》和《中国封建社会史》，把讨论扩展到社会史领域。1930年，郭沫若出版《中国古代社会研究》，此书运用马克思主义的社会经济形态理论，考察中国历史发展进程。
1932年至1933年，社会史论战以王礼锡主编的《读书杂志》为阵地展开。在此期间，《读书杂志》先后刊出4辑“中国社会史论战专号”，将论战推向高潮。主要问题有三：一、亚细亚生产方式问题。二、中国历史有无奴隶社会。三、中国封建社会及其过程问题，关于封建社会特点及秦汉以后中国社会性质（和中国是封建社会相对的说法是中国是“商业资本主义社会”或“前资本主义社会”）。
1935年始，发生了王宜昌、王毓铨、张志敏、王景波等“中国经济派”和钱俊瑞、吴觉农、孙冶方、薛暮桥等“中国农村派”关于中国农村社会性质的论战。钱俊瑞、薛暮桥等论证中国农村封建生产关系占主要部分，帝国主义入侵并没有改变农村生产关系。:144
随着中国抗日战争全面爆发，论战在1937年基本结束。
1937年，何干之出版回顾这场论战的第一部专著《中国社会史问题论战》。翦伯赞的《历史哲学教程》（长沙新知书店，1938年）、吕振羽的《中国社会史诸问题》（耕耘出版社，1942年）、伍启元的《中国新文化运动概观》（现代书局，1934年）、马乘风的《中国经济史》（上海经济研究会，1935年）、李季的《中国社会史论战批判》 (神州国光社，1933年）等书也不同程度地涉及社会史论战。:2-3

## 评论
- 《大辞海》：论战的实质是全世界人类社会的发展有无共同的客观规律、历史唯物主义关于社会经济形态的学说是否适用于中国。[7]
- 阿里夫·德里克：“马克思主义史学直至1927年之后才开始成为一种显著的趋向——在所谓的‘社会史论战’之后，它作为中国史学中也许是最有活力和剌激性的趋势而迅速地显露出来。”“对于当时这些关于中国历史的不同解释，我们很难言其孰胜孰败。显然，那些提出了关于中国历史的最透彻最富于洞见的解释的人很难、也并没有从他们的分析中得出获胜的结论；那些最终获胜的革命策略，也并没有被最令人满意的历史分析（有别于革命分析）所支持。”[8]
- 吴泽：“这场持续多年的大论战，绝不是一般的历史问题和理论问题的学术争论”。“通过这场大论战，进步知识分子捍卫了中国共产党关于中国社会性质和革命性质的科学理论，向全国人民揭示了真实的中国国情，从而直接地促进了马克思主义的基本原理与中国革命中实践的的进一步结合，推动了中国革命的发展，并为中国共产党的新民主主义理论的发展，提供了历史的现实的基础”。[9]
- 陈峰：“社会史论战是现代中国史学史上的一个重大事件，它标志着马克思主义史学的形成，其作用和意义犹‘古史辨’运动之于实证史学一样。社会史论战不仅摧枯拉朽，动摇了传统史学的根基，而且破中有立，孕育了新的学术因子。作为一次学术革命，它开启了多种可能性，垦辟了广阔的问题空间。”[2]:1陈峰又提出论战是马克思主义史学内部的辩论、论战的结果是马克思主义史学的空前壮大、论战造成民国时期史学一大转折等观点。[4]:141
- 乔治忠针对陈峰观点，认为论战绝非马克思主义史学内部的辩论、马克思主义史学发展不是论战本身推动的、论战未造成民国时期史学转折。[4]:141乔治忠还认为，“中国农村社会性质的论战，是从中国社会性质论战延延伸而来的，与社会史的论战关系不大。”[4]:143乔治忠又认为，无论政治上还是学术上，马克思主义学者在中国农村社会性质论战所取得的业绩都是社会史论战无法比拟的，从而为中国共产党土地革命和新民主主义革命方针提供了充实理论依据。[4]:144
- 谢保成认为“真正对论战作出总结的是中国共产党领导的革命实践。”毛泽东1939年与各理论工作者合作完成的《中国革命和中国共产党》是对论战的理论总结。[10]

## 扩展阅读
- 周子东等编，《三十年代中国社会性质论战》，知识出版社，1987年。
- 林甘泉等，《中国古代史分期问题讨论五十年》，上海人民出版社，1982年。
- 张广志，《中国古史分期讨论的回顾与反思》，陕西师范大学出版社，2003年。
- 罗新慧，《二十世纪中国古史分期问题论辩》，百花洲文艺出版社，2004年。
- 阿里夫·德里克著，翁贺凯译，《革命与历史：马克思主义历史学的起源，1919-1937》，江苏人民出版社，2005年。
- 温乐群、黄冬娅，《二三十年代中国社会性质和社会史论战》，百花洲文艺出版社，2004年，ISBN 9787806477670。
- 陈峰，《民国史学的转折——中国社会史论战研究（1927-1937）》，山东大学出版社，2010年。